# Иван Топалов (актьор)
Вижте пояснителната страница за други личности с името Иван Топалов.
Иван Янев Топалов (1888 – 1974) – български драматичен артист и режисьор. Участва в „Съвремен театър“ на Михаил Икономов, в театрите в Пловдив, Русе, Бургас, Варна и др. Синът му Кирил Янев също е актьор. Създава повече от 200 роли:
- Огнянов – „Под игото“ – Иван Вазов;
- Дон Карлос – „Дон Карлос“ – Шилер;
- Градоначалникът – „Ревизор“ – Гогол и др.